# ملعب كراس
ملعب كراس (تنطق بالهولندية: [ˈkrɑˌstaːdijɔn])  هو ملعب متعدد الأغراض في فولندام، هولندا. يتم استخدامه حاليًا في الغالب لمباريات كرة القدم وهو الملعب الرئيسي لنادي فولندام. يتسع الملعب لـ 6984  شخصًا وتم بناؤه عام 1975.

## الوصف
تم بناء الملعب عام 1975 ويتكون من أربعة مدرجات، مما يوفر سعة لـ 6984 متفرجًا.
بعد البناء، تم تجديد الملعب عدة مرات. في صيف عام 2010، تم هدم منصة ياب يونك القديمة واستبدالها بمنصة جديدة أكبر. في صيف عام 2016 ، تم تجديد المقاعد الفاخرة في المدرج الرئيسي بالكامل.